# Grand Prix de la côte étrusque 2014
La 19e édition du Grand Prix de la côte étrusque a eu lieu le 2 février 2014. La course fait partie du calendrier UCI Europe Tour 2014 en catégorie 1.1. C'est également une des deux premières courses de l'UCI Europe Tour 2014.
La course est remportée en solitaire par l'Italien Simone Ponzi (Yellow Fluo) qui s'impose 8 secondes devant son coéquipier et compatriote Mauro Finetto qui règle un peloton de vingt-quatre coureurs devant un autre Italien Andrea Pasqualon (Area Zero) qui complète le podium,,.

## Présentation
Cette édition du Grand Prix de la côte étrusque est la première épreuve de l'UCI Europe Tour 2014 qui a lieu en même temps que le Grand Prix d'ouverture La Marseillaise en France. en 2013, l'épreuve avait eu lieu en septembre à cause d'un report lié au budget de la course.

### Équipes
Classé en catégorie 1.1 de l'UCI Europe Tour, le Grand Prix de la côte étrusque est par conséquent ouvert aux UCI ProTeams dans la limite de 50 % des équipes participantes, aux équipes continentales professionnelles, aux équipes continentales et aux équipes nationales.
L'organisateur a communiqué la liste des équipes invitées le 15 janvier 2014. Vingt équipes participent à ce Grand Prix de la côte étrusque - deux ProTeams, quatre équipes continentales professionnelles, treize équipes continentales et une équipe nationale :
| UCI ProTeams    | UCI ProTeams | UCI ProTeams |
| Nom de l'équipe | Pays         | Code         |
| --------------- | ------------ | ------------ |
| Cannondale      | Italie       | CAN          |
| Lampre-Merida   | Italie       | LAM          |

| Équipe nationale                  | Équipe nationale | Équipe nationale |
| Nom de l'équipe                   | Pays             | Code             |
| --------------------------------- | ---------------- | ---------------- |
| Équipe nationale d'Italie espoirs | Italie           | ITA              |

| Équipes continentales professionnelles | Équipes continentales professionnelles | Équipes continentales professionnelles |
| Nom de l'équipe                        | Pays                                   | Code                                   |
| -------------------------------------- | -------------------------------------- | -------------------------------------- |
| Androni Giocattoli-Venezuela           | Italie                                 | AND                                    |
| Bardiani CSF                           | Italie                                 | BAR                                    |
| Colombia                               | Colombie                               | COL                                    |
| Yellow Fluo                            | Italie                                 | YEL                                    |

| Équipes continentales    | Équipes continentales | Équipes continentales |
| Nom de l'équipe          | Pays                  | Code                  |
| ------------------------ | --------------------- | --------------------- |
| Amore & Vita-Selle SMP   | Ukraine               | AMO                   |
| Area Zero                | Italie                | AZT                   |
| Dukla Praha              | Tchéquie              | ADP                   |
| Gourmetfein Simplon Wels | Autriche              | RSW                   |
| Idea                     | Italie                | IDE                   |
| Itera-Katusha            | Russie                | TIK                   |
| Marchiol Emisfero        | Italie                | MAE                   |
| Meridiana Kamen          | Croatie               | MKT                   |
| MG Kvis-Trevigiani       | Italie                | MGK                   |
| Radenska                 | Slovénie              | RAR                   |
| Utensilnord              | Hongrie               | UNA                   |
| Vega-Hotsand             | Italie                | VHS                   |
| Vini Fantini Nippo       | Japon                 | VFN                   |

### Favoris
,,

## Récit de la course
Vingt équipes inscrivent huit coureurs sauf les formations italienne Lampre-Merida et colombienne Colombia qui n'en comptent que sept chacune. 158 coureurs sont donc au départ de la course.
Au km 30 huit coureurs s'échappent dont font partie les Italiens Fabio Chinello et Marco Tecchio (Area Zero), Francesco Lamon (Équipe nationale d'Italie espoirs) et Matteo Spreafico (Idea), l'Autrichien Felix Grossschartner (Gourmetfein Simplon Wels), le Hongrois Botond Hollo (Utensilnord), le Roumain Eduard-Michael Grosu (Vini Fantini Nippo) et le Tchèque Ondrej Vendolsky (Dukla Praha). Le groupe obtient une avance maximale de 9 min 10 s sur le peloton durant la journée.
Cependant un peloton d'une cinquantaine d'unités parvient à les rejoindre les uns après les autres pour remettre les compteurs à zéro entre 20 et 30 km de l'arrivée. Il reste alors une ascension de la côte de Torre Segalari (2 km à 9 %). Les Italiens Mauro Finetto et Matteo Rabottini (Yellow Fluo), Davide Formolo (Cannondale) et l'Allemand Patrik Sinkewitz (Meridiana Kamen) tentent à leur tour leur chance, mais sont rejoints quelques minutes plus tard par un autre Italien Simone Ponzi (Yellow Fluo).
À 5 km de la ligne, le groupe cinq a encore une dizaine de secondes d'avance sur ce qui reste du peloton emmené par la formation Lampre-Merida. Ponzi démarre à 2 km de l'arrivée et fait aussitôt un trou de quelques secondes au moment de passer sous la flamme rouge indiquant le dernier kilomètre.
Ponzi résiste et s'impose en solitaire huit secondes devant deux de ses compatriotes, son coéquipier Finetto et Andrea Pasqualon (Area Zero),,.

## Classement final
|    | Coureur            | Pays     | Équipe                       |    | Temps           |
| -- | ------------------ | -------- | ---------------------------- | -- | --------------- |
| 1  | Simone Ponzi       | Italie   | Yellow Fluo                  | en | 4 h 24 min 27 s |
| 2  | Mauro Finetto      | Italie   | Yellow Fluo                  | +  | 8 s             |
| 3  | Andrea Pasqualon   | Italie   | Area Zero                    |    | 8 s             |
| 4  | Matteo Rabottini   | Italie   | Yellow Fluo                  |    | 8 s             |
| 5  | Antonio Parrinello | Italie   | Androni Giocattoli-Venezuela |    | 8 s             |
| 6  | Kristjan Koren     | Slovénie | Cannondale                   |    | 8 s             |
| 7  | Rafael Andriato    | Brésil   | Yellow Fluo                  |    | 8 s             |
| 8  | Luka Pibernik      | Slovénie | Radenska                     |    | 8 s             |
| 9  | Enrico Barbin      | Italie   | Bardiani CSF                 |    | 8 s             |
| 10 | Luca Wackermann    | Italie   | Lampre-Merida                |    | 8 s             |

## Liste des participants
- Liste de départ complète

| Légende | Légende                                                                      | Légende | Légende                                                    |
| ------- | ---------------------------------------------------------------------------- | ------- | ---------------------------------------------------------- |
| Num     | Dossard de départ porté par le coureur sur ce Grand Prix de la côte étrusque | Pos     | Position à l'arrivée de la course                          |
|         | Indique un maillot de champion national ou mondial, suivi de sa spécialité   | NP      | Indique un coureur qui n'a pas pris le départ de la course |
| AB      | Indique un coureur qui n'a pas terminé la course                             | HD      | Indique un coureur qui a terminé la course hors des délais |

| Lampre-Merida LAM | Lampre-Merida LAM       | Lampre-Merida LAM |
| ----------------- | ----------------------- | ----------------- |
| Num               | Coureur                 | Pos               |
| 1                 |                         |                   |
| 2                 | Matteo Bono (ITA)       | AB                |
| 3                 | Mattia Cattaneo (ITA)   | 79e               |
| 4                 | Kristijan Đurasek (CRO) | 91e               |
| 5                 | Luca Dodi (ITA)         | 34e               |
| 6                 | Jan Polanc (SLO)        | 15e               |
| 7                 | Manuele Mori (ITA)      | 20e               |
| 8                 | Luca Wackermann (ITA)   | 10e               |

| Cannondale CAN | Cannondale CAN          | Cannondale CAN |
| -------------- | ----------------------- | -------------- |
| Num            | Coureur                 | Pos            |
| 11             | Ivan Basso (ITA)        | 36e            |
| 12             | Davide Formolo (ITA)    | 22e            |
| 13             | Michel Koch (GER)       | 57e            |
| 14             | Kristjan Koren (SLO)    | 6e             |
| 15             | Alan Marangoni (ITA)    | 90e            |
| 16             | Juraj Sagan (SVK)       | AB             |
| 17             | Cristiano Salerno (ITA) | 23e            |
| 18             | Davide Villella (ITA)   | 14e            |

| Bardiani CSF BAR | Bardiani CSF BAR                 | Bardiani CSF BAR |
| ---------------- | -------------------------------- | ---------------- |
| Num              | Coureur                          | Pos              |
| 21               | Sonny Colbrelli (ITA)            | 28e              |
| 22               | Angelo Pagani (ITA)              | 17e              |
| 23               | Marco Canola (ITA)               | 80e              |
| 24               | Enrico Barbin (ITA)              | 9e               |
| 25               | Enrico Battaglin (ITA)           | 50e              |
| 26               | Paolo Colonna (ITA)              | 92e              |
| 27               | Edoardo Zardini (ITA)            | 16e              |
| 28               | Francesco Manuel Bongiorno (ITA) | 18e              |

| Androni Giocattoli-Venezuela AND | Androni Giocattoli-Venezuela AND | Androni Giocattoli-Venezuela AND |
| -------------------------------- | -------------------------------- | -------------------------------- |
| Num                              | Coureur                          | Pos                              |
| 31                               | Johnny Hoogerland (NED) (Route)  | 19e                              |
| 32                               | Franco Pellizotti (ITA)          | 24e                              |
| 33                               | Gianfranco Zilioli (ITA)         | 38e                              |
| 34                               | Marco Bandiera (ITA)             | AB                               |
| 35                               | Patrick Facchini (ITA)           | 102e                             |
| 36                               | Diego Rosa (ITA)                 | 12e                              |
| 37                               | Antonio Parrinello (ITA)         | 5e                               |
| 38                               | Andrea Zordan (ITA)              | 53e                              |

| Vini Fantini Nippo VFN | Vini Fantini Nippo VFN     | Vini Fantini Nippo VFN |
| ---------------------- | -------------------------- | ---------------------- |
| Num                    | Coureur                    | Pos                    |
| 41                     | Yuya Akimaru (JPN)         | AB                     |
| 42                     | Alessandro Malaguti (ITA)  | 83e                    |
| 43                     | Pierpaolo De Negri (ITA)   | 35e                    |
| 44                     | Riccardo Stacchiotti (ITA) | 72e                    |
| 45                     | Eduard-Michael Grosu (ROU) | 93e                    |
| 46                     | Kim Magnusson (SWE)        | 42e                    |
| 47                     | Willie Smit (RSA)          | 46e                    |
| 48                     | Alessandro Bisolti (ITA)   | 123e                   |

| Colombia COL | Colombia COL            | Colombia COL |
| ------------ | ----------------------- | ------------ |
| Num          | Coureur                 | Pos          |
| 51           | Fabio Duarte (COL)      | AB           |
| 52           | Robinson Chalapud (COL) | 40e          |
| 53           | Jarlinson Pantano (COL) | 11e          |
| 54           | Jeffry Romero (COL)     | 31e          |
| 55           | Darwin Pantoja (COL)    | 70e          |
| 56           | Carlos Quintero (COL)   | 103e         |
| 57           |                         |              |
| 58           | Rodolfo Torres (COL)    | 13e          |

| Yellow Fluo YEL | Yellow Fluo YEL         | Yellow Fluo YEL |
| --------------- | ----------------------- | --------------- |
| Num             | Coureur                 | Pos             |
| 61              | Rafael Andriato (BRA)   | 7e              |
| 62              | Francesco Failli (ITA)  | 41e             |
| 63              | Daniele Colli (ITA)     | 74e             |
| 64              | Andrea Fedi (ITA)       | 73e             |
| 65              | Mauro Finetto (ITA)     | 2e              |
| 66              | Jonathan Monsalve (VEN) | 94e             |
| 67              | Simone Ponzi (ITA)      | 1er             |
| 68              | Matteo Rabottini (ITA)  | 4e              |

| Itera-Katusha TIK | Itera-Katusha TIK      | Itera-Katusha TIK |
| ----------------- | ---------------------- | ----------------- |
| Num               | Coureur                | Pos               |
| 71                | Maksim Razumov (RUS)   | 114e              |
| 72                | Dmytro Kosyakov (RUS)  | 64e               |
| 73                | Igor Frolov (RUS)      | 69e               |
| 74                | Dmitrii Ignatiev (RUS) | 49e               |
| 75                | Mikhail Akimov (RUS)   | 81e               |
| 76                | Sergey Nikolaev (RUS)  | 84e               |
| 77                | Kiril Yatsevich (RUS)  | 110e              |
| 78                | Viktor Manakov (RUS)   | 54e               |

| Équipe nationale d'Italie espoirs ITA | Équipe nationale d'Italie espoirs ITA | Équipe nationale d'Italie espoirs ITA |
| ------------------------------------- | ------------------------------------- | ------------------------------------- |
| Num                                   | Coureur                               | Pos                                   |
| 81                                    | Paolo Simion (ITA)                    | 61e                                   |
| 82                                    | Michele Scartezzini (ITA)             | 59e                                   |
| 83                                    | Francesco Castegnaro (ITA)            | AB                                    |
| 84                                    | Francesco Lamon (ITA)                 | AB                                    |
| 85                                    | Jakub Mareczko (ITA)                  | AB                                    |
| 86                                    | Federico Zurlo (ITA)                  | 111e                                  |
| 87                                    | Francesco Rosa (ITA)                  | 89e                                   |
| 88                                    | Davide Martinelli (ITA)               | 104e                                  |

| Dukla Praha ADP | Dukla Praha ADP        | Dukla Praha ADP |
| --------------- | ---------------------- | --------------- |
| Num             | Coureur                | Pos             |
| 91              | Martin Bláha (CZE)     | AB              |
| 92              | Jiří Hochmann (CZE)    | AB              |
| 93              | Milan Kadlec (CZE)     | 29e             |
| 94              | Alois Kaňkovský (CZE)  | AB              |
| 95              | Ondrej Vendolsky (CZE) | AB              |
| 96              | Roman Fürst (en) (CZE) | AB              |
| 97              | František Sisr (CZE)   | 48e             |
| 98              | Ondřej Rybín (CZE)     | AB              |

| MG Kvis-Trevigiani MGK | MG Kvis-Trevigiani MGK  | MG Kvis-Trevigiani MGK |
| ---------------------- | ----------------------- | ---------------------- |
| Num                    | Coureur                 | Pos                    |
| 101                    | Daniele Aldegheri (ITA) | 65e                    |
| 102                    | Liam Bertazzo (ITA)     | 78e                    |
| 103                    | Matteo Busato (ITA)     | 33e                    |
| 104                    | Luca Chirico (ITA)      | 82e                    |
| 105                    | Gianluca Vecchio (ITA)  | 95e                    |
| 106                    | Riccardo Donato (ITA)   | 112e                   |
| 107                    | Mattia Frapporti (ITA)  | 60e                    |
| 108                    | Rino Gasparrini (ITA)   | 63e                    |

| Meridiana Kamen MKT | Meridiana Kamen MKT       | Meridiana Kamen MKT |
| ------------------- | ------------------------- | ------------------- |
| Num                 | Coureur                   | Pos                 |
| 111                 | Patrik Sinkewitz (GER)    | 26e                 |
| 112                 | Mariano Giallorenzo (ITA) | NP                  |
| 113                 | Davide Mucelli (ITA)      | 55e                 |
| 114                 | Emanuel Kišerlovski (CRO) | 114e                |
| 115                 | Peter Kozlovic (CRO)      | AB                  |
| 116                 | Massimo Demarin (CRO)     | NP                  |
| 117                 | Endi Širol (CRO)          | AB                  |
| 118                 | Antonio Santoro (ITA)     | 105e                |

| Utensilnord UNA | Utensilnord UNA           | Utensilnord UNA |
| --------------- | ------------------------- | --------------- |
| Num             | Coureur                   | Pos             |
| 121             | Gennaro Maddaluno (ITA)   | AB              |
| 122             | Alessandro Mazzi (ITA)    | AB              |
| 123             | Daniele Scampamorte (ITA) | AB              |
| 124             | Gianfelice Fonte (ITA)    | AB              |
| 125             | Žolt Der (HUN)            | 58e             |
| 126             | Péter Kusztor (HUN)       | AB              |
| 127             | Ábel Kenyeres (HUN)       | 67e             |
| 128             | Botond Holló (HUN)        | AB              |

| Amore & Vita-Selle SMP AMO | Amore & Vita-Selle SMP AMO  | Amore & Vita-Selle SMP AMO |
| -------------------------- | --------------------------- | -------------------------- |
| Num                        | Coureur                     | Pos                        |
| 131                        | Artem Topchanyuk (UKR)      | 115e                       |
| 132                        | Leonardo Pinizzotto (ITA)   | 76e                        |
| 133                        | Yukinori Hishinuma (JPN)    | AB                         |
| 134                        | Logan Loader (USA)          | 96e                        |
| 135                        | James Piccoli (CAN)         | 124e                       |
| 136                        | Kanstantin Klimiankou (BLR) | 45e                        |
| 137                        | Michael Woods (CAN)         | 39e                        |
| 138                        | Viesturs Lukševics (LAT)    | 106e                       |

| Idea IDE | Idea IDE                     | Idea IDE |
| -------- | ---------------------------- | -------- |
| Num      | Coureur                      | Pos      |
| 141      | Christian Delle Stelle (ITA) | 27e      |
| 142      | Mirko Tedeschi (ITA)         | 30e      |
| 143      | Ricardo Pichetta (ITA)       | 21e      |
| 144      | Alessandro Pettiti (ITA)     | 85e      |
| 145      | Fabio Gadda (ITA)            | 71e      |
| 146      | Davide Ballerini (ITA)       | 75e      |
| 147      | Matteo Collodel (ITA)        | 37e      |
| 148      | Matteo Spreafico (ITA)       | 47e      |

| Marchiol Emisfero MAE | Marchiol Emisfero MAE  | Marchiol Emisfero MAE |
| --------------------- | ---------------------- | --------------------- |
| Num                   | Coureur                | Pos                   |
| 151                   | Antonio Nibali (ITA)   | 118e                  |
| 152                   | Simone Antonini (ITA)  | 97e                   |
| 153                   | Alberto Cecchin (ITA)  | 98e                   |
| 154                   | Andrea Vaccher (ITA)   | 99e                   |
| 155                   | Enea Cambianica (SUI)  | 68e                   |
| 156                   | Gianluca Ocanha (SUI)  | AB                    |
| 157                   | Paolo Lunardon (ITA)   | 77e                   |
| 158                   | Andrea Zanardini (ITA) | AB                    |

| Gourmetfein Simplon Wels RSW | Gourmetfein Simplon Wels RSW | Gourmetfein Simplon Wels RSW |
| ---------------------------- | ---------------------------- | ---------------------------- |
| Num                          | Coureur                      | Pos                          |
| 161                          | Daniel Biedermann (AUT)      | 122e                         |
| 162                          | Alexander Hier (AUT)         | AB                           |
| 163                          | Felix Grossschartner (AUT)   | 43e                          |
| 164                          | Patrick Konrad (AUT)         | 86e                          |
| 165                          | Dennis Paulus (AUT)          | 109e                         |
| 166                          | Daniel Lehner (AUT)          | 56e                          |
| 167                          | Matej Marin (SLO)            | 51e                          |
| 168                          | Sebastian Schönberger (AUT)  | 44e                          |

| Radenska RAR | Radenska RAR                | Radenska RAR |
| ------------ | --------------------------- | ------------ |
| Num          | Coureur                     | Pos          |
| 171          | Luka Pibernik (SLO) (Route) | 8e           |
| 172          | Rok Korošec (SLO)           | 116e         |
| 173          | Marko Pavlič (SLO)          | 113e         |
| 174          | Žiga Ručigaj (SLO)          | AB           |
| 175          | Alessio Marchetti (ITA)     | 100e         |
| 176          | Uroš Repše (SLO)            | 62e          |
| 177          | Martin Otoničar (SLO)       | 66e          |
| 178          | Antonio Testa (ITA)         | 107e         |

| Vega-Hotsand VHS | Vega-Hotsand VHS             | Vega-Hotsand VHS |
| ---------------- | ---------------------------- | ---------------- |
| Num              | Coureur                      | Pos              |
| 181              | Alessio Lanzano (ITA)        | AB               |
| 182              | Alessio Camilli (ITA)        | AB               |
| 183              | Sante Di Nizio (ITA)         | AB               |
| 184              | Gianni Franco D'Intino (ITA) | 121e             |
| 185              | Emiliano Faieta (ITA)        | AB               |
| 186              | Moreno Giampaolo (ITA)       | AB               |
| 187              | Nicola Gaffurini (ITA)       | 52e              |
| 188              | Alessandro Riccardi (ITA)    | 88e              |

| Area Zero AZT | Area Zero AZT           | Area Zero AZT |
| ------------- | ----------------------- | ------------- |
| Num           | Coureur                 | Pos           |
| 191           | Paolo Ciavatta (ITA)    | 25e           |
| 192           | Fabio Chinello (ITA)    | 117e          |
| 193           | Silvio Giorni (ITA)     | 87e           |
| 194           | Marco Tecchio (ITA)     | 108e          |
| 195           | Gianluca Mengardo (ITA) | 101e          |
| 196           | Andrea Pasqualon (ITA)  | 3e            |
| 197           | Simone Petilli (ITA)    | 120e          |
| 198           | Stefano Tonin (ITA)     | 32e           |